# (31615) 1999 GF16
1999 GF16 (asteroide 31615) é um asteroide da cintura principal. Possui uma excentricidade de 0.07954850 e uma inclinação de 2.96790º.
Este asteroide foi descoberto no dia 9 de abril de 1999 por LINEAR em Socorro.